# イデアの日
『イデアの日』（イデアのひ）は、1994年3月18日に日本のショウエイシステムから発売されたスーパーファミコン用ロールプレイングゲーム。
世界中にウイルスが蔓延し、あらゆる生物がモンスターに異常進化しはじめた近未来の地球が舞台。ただし存在する主な陸地は日本・アメリカ大陸・南極大陸のみ。ほかに夢の中・地底世界・海中などを冒険する。『ドラゴンクエストシリーズ』と同様の2DトップビューRPG。ゲーム進行にも関わる視覚的な着せ替えシステムや、登場人物それぞれに焦点を当てるシナリオ展開が特徴。フィールド上では時間が経過し、昼夜が切り替わる。昼と夜とでゲーム内の状況が変化する。
シナリオ、ゲームデザイン、キャラクターデザインを漫画家の相原コージが、音楽をJ-WALKの知久光康が手がけている。かつてシグマから発売された『摩訶摩訶』（1992年）と同じコンビであり、開発元も共通している。
脱力系の敵キャラや90年代ノリのギャグなどタッチこそ軽いが、シナリオはシリアスである。

## ゲーム内容

### あらすじ
ある研究所で過酷な実験に耐えた超能力を持っている少年がいた。彼は4歳の時に両親を研究所で殺され、怒りのあまりに能力を開花。すさまじい力であたりをめちゃくちゃにした。パワーに目を輝かせた研究者たちは力の秘密を探ろうと、再び彼をモルモットのようにした。残されたペットを惨殺されると、再び感情が爆発。研究者と施設にダメージを与え、少年は数十年ぶりに施設から脱出。外の景色を見るのだった。

### システム
セーブ
セーブは役所で行える。セーブファイルは3つ。セーブファイル選択画面では主人公の名前・状態・プレイタイムが表示される。
着せ替え
装備品毎に用意されたグラフィックで着せ替えが行える。特定の格好でフィールド上でもグラフィックが変わる。場所によっては服装の薄厚でダメージを受ける。また、服装がイベントに影響することがある。
ダッシュ
街やダンジョン内ではダッシュができるが、体力を消費しながら移動する。そのため体力が少ない者がいるとダッシュは出来ない。
自動販売機
街ごとに自動販売機があるが、買うたびに出てくるものが違う。値段は街ごとに固定。
鑑定
特定の武器・防具・装備品を鑑定すると力を引き出すことができる。アイテム毎に第一の力・第二の力が設けられており、それぞれ費用と変化するアイテムが異なる。
選択肢
「はい」「いいえ」の他に「う～ん」がある。「う～ん」を選んでも「はっきりせんかい!!」と返されるだけで意味はない。ただし、ハチオウジの霊能力者からは予言を聞くことができる。

### アイテム
アイテムは武器・盾、防具、消耗品に分かれる。各キャラ毎に16箇所のアイテム枠が存在する。アイテムの種類によって、1枠ごとの所持数の上限が異なる。例えば、武器、防具などは1枠で1個だけだが、赤チン、火炎ビンなどは9個まで、木矢などは99個まで所持することができる。

#### 武器・盾
武器
凶器、弓、ホース、ナイフ、銃、ブーメラン、日用雑貨（おろしがね等）、その他がある。キャラ毎に得意な武器が設定されている。武器によっては複数攻撃、後列攻撃、状態異常追加などの特殊効果がある。ただし弓や銃は、それぞれ矢や弾の装填が必要である。また、イベントアイテムは武器として使うことができる。
盾
種類は少ないが、いくつか存在する。戦闘中に選択することで、素手防御よりも高い防御力が得られる。

#### 防具
防具は「頭」「首」「胴下」「胴上」「腰下」「腰上」「手」「足」に装備する。

#### 消耗品
回復
- 赤チン
体力回復。上位版に青チン、黒チンがある。
- 特力回復アイテム
キャラクター毎に専用のアイテムが設定されている。例えば主人公はトランキライザーで回復できる。
- 解毒剤
毒、猛毒を治す。
- 神の黄金水
ズタボロから復活できる。
- 万能薬
全ての状態異常を治し体力も回復する。
- 使いすてテント
ズタボロ、ゾンビ、毒などを回復し、更に体力、特力も全回復する。フィールドのみで使える。

攻撃用
火炎ビン、硫酸ビン、ダイナマイトなど。固定ダメージを与えられる。
その他
- アノ本
交換用アイテム。ある場所でアイテムと交換することができる。
- 金塊
換金アイテム。ナガサキの骨董屋で買える。買値と売値が同じであり、全滅したときの所持金の減少を抑えられる。

### 戦闘

#### 遭遇
フィールド
ランダムエンカウント方式。
ダンジョン
シンボルエンカウント方式。黒い影のシンボルに接触すると戦闘になる。倒すと消滅し、次にダンジョンを訪れるまで現れない。一度倒すと二度と現れない敵もいる。黒い影はそれぞれ異なる移動速度・パターンを持つ。

#### 戦闘システム
戦闘はターン制で行われる。戦闘に参加できる人数は4人＋ペット1匹まで。敵の人数は最大5体まで登場し、3グループまで分かれる。敵は前列・後列に分かれている事があり、後列への攻撃には遠距離武器（弓や銃など）が必要となる。
たたかう
キャラ毎にアイテム、特技を選択する。攻撃・防御するためにはアイテム欄からそれぞれ用途に応じたアイテムを選択する必要がある。
にげる
逃走を図る。成功率は運のよさと素早さに影響され、失敗すると相手のみが行動する。
しんだふり
1ターン死んだふりをして相手を油断させる。一人でも失敗したら敵の反撃を受ける。成功率は主に運の良さに影響されるが、主人公の運が極めて低いため滅多に成功しない。なお、ボス戦では必ず失敗する。
主人公たちが全滅すると強制的に役所に戻され、所持金が半減する。
通常戦闘のBGMは複数用意されており、ランダムに選択される。制限時間のあるイベント中でも、戦闘中は時間が経過しない。
ヘリコプター搭乗中にも戦闘が発生し、機銃で応戦する。現れるのは敵味方ともに1機のみ。ランダムに移動を繰り返す敵をモグラ叩きの要領で狙い撃ち、攻撃を3回当てると勝利してアイテムが1つ手に入る（経験値はもらえない）。逆にこちらが敵の攻撃に3回当たると撃墜されゲームオーバーとなる。敵の攻撃が当たるかどうかはランダムに決まる。潜水艦搭乗時も一度だけ戦闘が発生し、内容はヘリコプターと同じ。

#### ステータス
LV
キャラクターのレベル。
体力
0になるとズタボロ（戦闘不能状態）になる。
特力
特技を使うのに必要。キャラ毎に回復アイテムが違う。
攻撃力
高いほど敵に与えるダメージが大きくなる。
防御力
高いほど敵からのダメージを軽減する。
素早さ
高いほど先手を取りやすい。
運の良さ
高いほど状態異常になりにくく、回復がしやすい。その他、死んだふりや逃げるときの成功率にも影響する。

#### 属性
H火炎 ヒート
火炎攻撃に関係する。この属性の敵は冷気に弱い場合が多い。
C冷気 コールド
冷気攻撃・凍結の耐性に関係する。この属性の敵は火炎に弱い場合が多い。
E電撃 エレクトロ
電撃攻撃・マヒの耐性に関係する。
M精神 マインド
精神攻撃に関係する。

#### 状態
状態によっては、有利にも不利にもなるものがあり、顔グラフィックもそれらに応じて違いが用意されている。
げんき
通常の状態。
- 有利になるもの

バリア（電磁）
物理攻撃を無効化する。一定時間経過、または戦闘終了で解ける。
マクロ化
巨大化。物理攻撃力が向上する。一定時間経過、戦闘終了で解ける。
バリア（念）
すべての攻撃を無効化する。一定時間経過、または戦闘終了で解ける。
- 不利になるもの

ズタボロ
HPが0になった状態。入院するか「神の黄金水」を使うと治る。
呪い
攻撃力が半減する。戦闘後も継続する。除霊師に祓ってもらうか護符を利用することで回復する。
混乱
命令を受け付けず、支離滅裂な行動に出る。
アク憑き
悪霊に取り憑かれた状態。操作ができなくなり、敵に有利な行動をすることがある。
ゾンビ
アンデッドにズタボロにされるとゾンビになる。勿論、戦闘不能扱い。アイテムの受け渡し以外は何もできない。
睡眠
何もできなくなる。一定時間経過、または戦闘終了で回復する。
毒
フィールドなら1歩毎、戦闘中なら毎ターン、HPが2減る。自然には治らず戦闘後も継続。アイテム等で治す。
猛毒
毒の強烈版。HPの減りが10になっている。
凍結
戦闘不能扱い。フィールドならしばらくすれば治るが、寒い場所ではその限りではない。火炎系の攻撃を受けても治る。
麻痺
戦闘不能扱い。戦闘終了で回復する。
骨抜き
攻撃力が半減する。万能薬でも治らない。主に女性系のモンスターが使ってくる。
- 有利にも不利にもなるもの

ミクロ化
小型化。物理攻撃が当たりにくくなるが、攻撃力が低下する。一定時間経過、または戦闘終了で回復する。

## 設定

### 舞台
役所
看板は用紙とペンの絵。ゲームの記録を行う。アドバイスをしてくれる所もある。洞窟等にいることもある。
ホテル
看板は「INN」。宿泊と休憩がある。
宿泊は仲間・ペットの体力・特力が全快し、常に朝になる。
休憩は仲間・ペットの体力・特力が最大の半分回復して、休憩時に昼なら夜に、夜なら朝になる。
場所によっては、ベッドに入るだけで泊まれることもある。
デパート
看板は「DP」。アイテムの購入と売却が可能。階の移動はエレベータのみ。
なおデパートに限らず、買い物をするとおまけをくれることがある。
病院
看板は十字の絵。「入院」「治療」がある。
「入院」はズタボロ（戦闘不能状態）を治療する。
「治療」は毒の状態を治せる。
骨董屋
看板はツボの絵。
「鑑定」は無料でアイテムの鑑定ができる。さらに有料でアイテムの潜在能力を引き出せる。
「取引」は武器等を買うことができる。
預かり所
看板は緑色の鞄の絵。アイテム・仲間・ペットを預けられるが、マネー・主人公は預けられない。イベント後に手に入る「ポケベル」を使えば一部を除いてどこでも自由に出し入れができるようになる。

### 乗り物
物語が進行するにつれ、乗り物が手に入る。一部を除いて戦闘は発生しない。
ンマ1号
地割れや橋を跳び越えることができる。定員2名。
トラック
密林を抜けることができる。後に地底探検車に改造される。
ヘリコプター
空を飛ぶことができる。平地のみ着陸可。後に改造され、水面に着陸したり、潜水艦を輸送できるようになる。
スノーモービル
南極のクレバスを越えることができる。
潜水艦
海中を航行できる。格納した潜水艇により、沈没船内の探索も可能。

### ノア計画
人類の傲慢な欲望を斥けた理想郷を作る計画。イデアが指揮し、四天王が遂行している。
生物進化ウイルス
Dr.ポーの息子ニコラは生物進化を促すウイルスを研究していた。イデアたちはこれを横取りして世界中に散布し、人類の理性的な進化を試みた。しかし期待空しく、異常進化によるモンスターを生み出す結果に終わり、人類抹殺へと舵を切ることとなった。
チヂクカタムケール
デモクの監督のもとDr.ポーが開発した、地球の地軸を傾ける装置。南極大陸を赤道に移動させて氷を溶かし、海面上昇によって陸地を沈め、選ばれし者たちを除く人類の抹殺を図った。

## 登場人物

### メインキャラクター
主人公（カメキチ・名前は自由に設定可）
両親を殺された怒りで超能力に目覚め、実験体として研究所に拘禁されていた青年。出身はナガサキの近く。レベルアップやイベントで新たな超能力を覚えていき、特力を消費して操ることができる。攻撃を受けて溜まった怒りを放出する、強力な特殊攻撃を持つ。
動物になつかれる性質で、各地で拾った動物をペットとして連れ歩くことができる。
りんこ
フクシマの女子高生。優等生の姉に劣等感を抱いて育つ。ある事件によって家族を失い、主人公に同行する。勘が鋭く、隠し通路や宝箱に仕掛けられた罠を発見できる（解除はできない）。弓道部に所属していたため、弓矢を得意武器とする。
雷岩（らいがん）
マツヤマの相撲取り。格闘技大会に無断出場して相撲部屋を破門されるなどした後、更なる高みを目指すため主人公に同行する。岩をも動かす怪力で、素手攻撃が得意。体型に合わないため防具を装備できないが、体力は図抜けている。
ミコト
ハチオウジの除霊師。イケイケギャル風だが有能な霊能力者で、霊媒の素質もある。退屈な日常に飽き、刺激的な冒険を求めて主人公に同行する。特力を消費して霊力を使う。得意武器は日用雑貨。
ジャド
シカゴの義賊。盗みで得た金を出身孤児院に寄付していたが、ある事件をきっかけに主人公に同行する。鍵のかかったドアをこじ開けたり、宝箱の罠を外したりできる。得意武器はナイフ。
Dr.ポー
主人公の生体実験にも立ち会っていた、元敵側の老科学者。息子を殺された恨みから人類を憎んでいたが、事件の真相を悟って主人公に同行する。特力を消費して発明品を駆使するほか、モンスターやアイテムの鑑定もできる。得意武器は銃。
トムトム
北アメリカのとある森に住む、正体不明の怪人。奇妙な外見で、各種モンスターの技を使う。雷岩と同じく防具を装備できない。ゲーム進行に関係しない隠しキャラであり、仲間にするにはプレイヤー自ら探し出さなければならない。

### ペット
主人公のサポートキャラとして、ある条件で仲間になる「ペット」が存在する。ただし操作はできず、アイテムの所持や装備もできない。レベルアップもしない。仲間になる際に名前を設定できる（変更不可、無入力でデフォルト名）。
同行できるペットは1匹だけで、新たなペットを仲間にすると前のペットを逃がすことになるが、「ポケベル」入手以降であれば預かり所に預けることができる。
ハリネズミ（デフォルト名：ハリネズ）
ハチオウジにいる。仲間のいない序盤では頼もしい。
タヌキ（デフォルト名：タヌタヌ）
好物を数回与えるとペットにできる。臆病で戦闘の度に逃げだす。『かってにシロクマ』からの友情出演。
イノシシ（デフォルト名：ウリボウ）
飼っている木こりの願いを叶えた後ペットにできる。『かってにシロクマ』からの友情出演。
半魚人（デフォルト名：ハンギョ）
猟師の家から逃がしてやった後、密林の棲み処でペットにできる。
同時に複数の敵を攻撃することができる。火炎、冷気、電撃に弱い。
シロクマ（デフォルト名：シロ）
南極に棲んでおり、好物を与えるとペットにできる。『かってにシロクマ』からの友情出演。
冷気に強く、火炎に弱い。
トリケラトプス（デフォルト名：トリケラ）
地底洞窟に棲んでおり、刺さっているトゲを抜いてやるとペットにできる。
攻守ともに優れる。火炎に強いが冷気に弱い。
グィーガー（デフォルト名：グィーガ）
フェイスハガーのような生物に取り付かれた後、腹を突き破って生まれるエイリアン型生物。深海でも活動できる。
タヌキ（本当の姿）
ある特殊アイテムを与えられ、勇気を奮い起こしたタヌキ。攻撃・混乱攻撃・回復など行動手段が豊富。

### NPC
状況により、ゲストが戦闘に参加することがある。ペット同様、操作することはできない。
りんこの姉
りんこ単独イベントにおいて、りんこのピンチに駆けつける。
UTR-7X
Dr.ポー単独イベントに同行する護衛兼監視ロボット。有害ガス中和機能も備える。

### その他の登場人物
ペス
主人公の愛犬。主人公になついて離れず、共に研究所に閉じ込められている。
ムナカタ
自称冒険家。世界中を一人旅しており、幾度も絶体絶命の危機に瀕するが、その都度主人公たちに救われる。
寺切
フクシマの名士。金鉱を手中に収める悪だくみにりんこ一家を利用する。
サイコブレイン
脳のような姿の怪物。周辺住民を洗脳し、貢ぎ物を搾取している。
親方
雷岩の所属する相撲部屋の主。格闘技大会に無断出場した雷岩を破門する。
お嬢さん
親方の娘。地下格闘技場組織に誘拐されてしまう。
ゴッドファーザー
格闘技場を営む地下組織の黒幕。スカウトした荒くれ者たちを監禁し、死ぬまで闘わせている。
船長
ナガサキに停泊した船の船長。慰霊碑を粗末にしたため悪霊に取り憑かれ、部下の船員たちもろとも呪われる。
町長
メキシコの町長。屋敷を泥棒に荒らされたため、警戒心が強い。
エバ
ジャドの恋人。高値で売りさばこうと、ジャドの盗んだダイヤを預かる。
ニコラ
Dr.ポーの息子。生物進化を促すウイルスを研究していた。
じいさん
サンチャゴの整備工。小舟からヘリコプターまで何でも修理するベテラン。
猟師
南米の猟師。密林をトラックで駆け回る。
オババ
東北地方に住む老霊媒師。イタコ術の継承者を求めている。
フレディ
南極に棲む怪物。周辺住民の夢に入り込んで取り殺す。地底世界の生物にも詳しい。
ネモ
潜水艦の艦長。南極の洞窟で永遠の眠りについている。
ベルヌ博士
ポートラジウムの学者。研究のため地底探検車を開発している。
フセ＆オリビア
隣町同士の対立から交際を禁じられ、服毒自殺を図るカップル。フセは優れたドリル職人でもある。
ブリブリ
ハメハメ族の一員。ドレイ狩りに遭う。父親はキノコに詳しい。
クッシー
北海道の湖に棲む怪物。潜水艇をも飲み込む巨体。
イデア
選ばれし者たちの理想郷を作る「ノア計画」を率いる謎の女性。
イデア四天王
イデアの理想を支持する4人の幹部たち。
デモク
地球の地軸を傾ける装置「チヂクカタムケール」をDr.ポーに開発させ、その素材を各地で強引に集めている。同じくDr.ポーに開発させた強力な兵器「アトミック砲」で主人公たちを苦しめる。名前はデモクラシー（民主主義）に由来。
エクアル
主人公の寝込みを襲う。後にイデアに改造を施されパワーアップする。名前はイコール（平等）に由来。
ピーズ
相手の心を読んで攻撃を避ける特殊能力の持ち主。名前はピース（平和）に由来。
ジャスティ
戦闘民族最強の戦士だったが、イデアに心酔して村を離れた。己の肉体のみを武器に正々堂々と闘う。名前はジャスティス（正義）に由来。

## 開発
インタビューなどによると、本作は以下を踏まえて開発された。
パクリじゃないものなんて、この世にない！
本作には有名コンピュータRPGからの影響や、各種創作物などからの引用・パロディが多く見られる。
『摩訶摩訶』の製作での教訓
前作『摩訶摩訶』はバグの酷さで知られたが、本作では改善されている。好評だった要素は引き継いでいる。
魔法エフェクトを凝って作っても、どうせ何度も見て飽きるから、そこは頑張らなくていい
『摩訶摩訶』はキャラクターグラフィックやアニメーションが豊富なぶん場面転換に時間を要するなどストレスを生んでいたが、本作では適度な量に抑えるなどして改善している。
人が転ぶのを見るのは可笑しいけど、転んでいる本人は可笑しくない
たとえば着せ替えシステムは、主人公たちにとっては機能的・合理的な装備が、客観的に見るとシリアスな状況に不似合いな奇態である、との視点を変えたツッコミを意識して設計されている。一方で、シナリオ上の直接的なギャグ演出は『摩訶摩訶』に比べ控えめである。
また、RPGにおける真の主役は主人公キャラクターではなく操作しているプレイヤーであるとの観点から、巻き込まれる形のギャグはただ腹が立つだけではないかと解釈し、避けられている。

## スタッフ
- プロデューサー：まついこうじ
- ゲーム・デザイン、シナリオ、キャラクター・デザイン：相原コージ
- サウンド・アーティスト：知久光康 (J-WALK)
- ディレクター：たけくらたかし
- プログラマー：さとうしろう、高山智博、よくらはるえ、にしもとくにこ、にしもとつとむ
- グラフィック・デザイナー：さえきけんいち、すがわらなおこ、松永隆生
- サウンド・エディット：楠雅弘
- 企画：しみずちえこ
- スーパーバイザー：とくやまゆうしゅん

## 評価
ゲーム誌『ファミコン通信』の「クロスレビュー」では、6・5・6・8の合計25点（満40点）、『ファミリーコンピュータMagazine』の読者投票による「ゲーム通信簿」での評価は以下の通り18.2点（満30点）となっている。また、1998年に刊行されたゲーム誌『超絶 大技林 '98年春版』（徳間書店）では、舞台背景やアイテム、モンスターなどに関して「とにかく風変わりだ」と指摘した他、ストーリーがシリアスであるがキャラクターがおちゃらけている事に関して「独特の雰囲気を出している」と表現した。
| 項目 | キャラクタ | 音楽 | お買得度 | 操作性 | 熱中度 | オリジナリティ | 総合 |
| 得点 | 3.3        | 3.1  | 2.8      | 2.8    | 2.9    | 3.3            | 18.2 |

## 関連書籍
- 相原コージのゲームデザイナーへの道 イデアの日必勝攻略法（双葉社 1994年5月初版 ISBN 457528310X）